# The Story of Thor
The Story of Thor (ストーリー オブ トア 〜光を継ぐ者〜 Sutōrī obu Toa (Hikari wo Tsugu Mono)?), conocido en Estados Unidos como Beyond Oasis, es un videojuego para Mega Drive publicado por Sega que fue lanzado en 1994. Su desarrolladora fue Ancient, con música compuesta por Yuzo Koshiro. El juego es para un solo jugador.
El juego es de aventura y rol de acción, pero ante todo, es un juego que marca los inicios del género de rol para las consolas.
El protagonista es el príncipe Alí, quien tendrá que rescatar a la princesa defendiéndose con su espada. A medida que se avanza en el juego, va adquiriendo la capacidad de invocar a distintos espíritus, gracias a un brazalete mágico. Primero será el espíritu del agua, luego el del fuego, más tarde el espíritu de las sombras, y finalmente, un espíritu vegetal. Con cada espíritu, el protagonista tendrá nuevas capacidades para luchar, poder resolver enigmas y para ayudarte a conseguir tus objetivos. Pero para poderlos utilizar, necesitas agua para invocar al espíritu del agua, fuego para el del fuego ...etc.
La historia comienza cuando el príncipe Alí, encuentra en un cofre un brazalete de oro propiedad de un antiguo mago; brazalete con el que podrá invocar a 4 espíritus. Este brazalete fue creado para luchar en una cruenta guerra, contra otro brazalete de plata creado por otro malvado mago, que creó caos y destrucción en su tiempo.
En 1996 salió The Story of Thor 2 para Sega Saturn. Aunque los gráficos mejoraron un poco, la dinámica del juego era la misma.